# Yum
Yellowdog Updater, Modified (yum) је услужни програм отвореног кода за управљање пакетима комадном линијом за Linux оперативне системе користећи RPM управљање пакетом. Иако yum има интерфејс командне линије, неколико других алата обезбеђују графичко окружење.
Yum омогућава аутоматско ажурирање и управљање пакетом на RPM базиранм дистрибуцијама. Као и Advanced Packaging Tool за Debian, yum ради са ризницама (колекција пакета) којима се може приступати локално или преко мреже.